# 戦国夢幻
『戦国夢幻』（せんごくむげん）は、2001年5月31日にPlayStation用ソフトとしてバンプレストから発売された戦国時代が題材のシミュレーションゲーム。

## 概要
プレイヤーは大名の一人となって、内政、外交、戦争などを行いゲームクリアを目指す。クリア条件は「武力統一」「同盟統一」「天下布武」の3種類のいずれか。内政、行軍、戦争などすべてがリアルタイムで進行する。
武将は個々に顔グラフィックが用意されている。デザイナーは佐賀野仁志が担当している。登場武将数は1300人以上。
シナリオは「戦国の動乱（1541年5月）」「群雄割拠（1560年7月）」「信玄上洛（1572年10月）」「本能寺の変（1582年6月）」「関ヶ原前夜（1598年8月）」「戦国夢幻（架空シナリオ）」の6種類。
戦争は野戦と攻城戦に分かれ、野戦は左右両翼と中央に配置した部隊が前進し、敵と衝突することで戦闘が発生するシステムである。攻城戦は3DCGで描かれた城郭マップに部隊を配置し、本丸の攻略を目指す。いずれもリアルタイムで部隊の移動・戦闘が行われる。

## スタッフ
- プロデュース：三浦慎太郎、永井満夫、鈴木力、近藤良英
- ディレクター：近藤章司
- 企画・プログラム：並木智
- 企画：菅野幸則、佐藤昭彦、福田誠、
- プログラム：渡辺孝一、井関真司、北川正昭、高橋直樹
- 武将デザイン：佐賀野仁志
- グラフィック：飯沼卓也、駒林慶樹、ヤマギシハジメ、小宮遊、横山美香子、小野亮、関直美
- グラフィック協力：大田寿
- サウンド：富樫則彦
- 題字：錦成
- 企画・開発：有限会社アルファ・ユニット
- 開発協力：(株)エスエスビー、(株)ジーワークス、(株)メトロ、(有)ゼロワン、(株)ジャングル

## 評価
ゲーム誌『週刊ファミ通』651号の「クロスレビュー」では合計25点（満40点）となっている。

## 攻略本
『戦国夢幻 (プレイステーション必勝法スペシャル) 』（勁文社）ISBN 978-4766938456